# 地方再生戦略
地方再生戦略（ちほうさいせいせんりゃく）は、政府が地方再生を総合的に推進するために作成した戦略。2007年11月30日に閣議決定された。

## 概要
- 地方再生戦略の基本理念
地方と都市の「共生」
  - 地域間の格差の問題が生じている中、地域が抱える課題も様々。地方の実情に応じ、生活者の暮らしの確保、交流人口 の拡大、中小企業振興、農林水産業振興等に道筋をつける必要。
  - 地方と都市がともに支え合う「共生」の考え方に立つことが重要。二地域居住、観光、体験交流など生き生きとした交流を 実現しながら、国民全体がこの考え方を共有し、国の基本方針として明確化することが必要。
  - 地方の活力の低下は、食料・水など国民生活の安全保障機能の低下、森林の荒廃など国土の防災・保全機能の劣化、 自然環境に恵まれた暮らしの崩壊、地域コミュニティの衰退がもたらす安全・安心な生活の場、ひいては次世代の人材を 涵養する場の縮小などにつながりかねない。
  - 人口減少時代に突入した我が国において、この地方の衰退を食い止めるための道筋を明確に定め、地方再生に向けた 取組を長期にわたって継続することにより、福田内閣が目指す「希望と安心の国づくり」を実現。

- 地方再生5原則
  - 「補完性」の原則
  - 「自立」の原則
  - 「共生」の原則
  - 「総合性」の原則
  - 「透明性」の原則

- 地方再生の取組の考え方
地方の課題をコンパクトシティ（集約型都市構造）の推進等による経済活動の活発化が求められる「地方都市」、農林水産業等の持続的な発展等が求められる「農山漁村」、国土保全の最前線の役割を担いながらも高齢化に直面する中で生活機能の維持等が必要な「基礎的条件の厳しい集落」（人口規模・世帯規模が小さく高齢者割合が高い集落）の3つの類型に分けて捉える。